# 1584
1584 (MDLXXXIV) var ett skottår som började en söndag i den gregorianska kalendern och ett skottår som började en onsdag i den julianska kalendern.

## Händelser

### Januari
- 17 januari (NS) – Gregorianska kalendern införs i Böhmen och Mähren.[1]

### Mars
- 5 mars – Karlstad blir stad genom att hertig Karl (IX) utfärdar stadsprivilegier för Tingvalla.

### Okänt datum
- Verksamheten vid Nådendals kloster utanför Åbo upphör.

## Födda
- 9 februari – Francesco Maria Richini, italiensk arkitekt och skulptör under ung- och högbarock.
- 10 november – Katarina Vasa, svensk prinsessa, dotter till Karl IX och Maria av Pfalz, mor till Karl X Gustav.

## Avlidna
- 18 mars – Ivan IV av Ryssland, Ivan den förskräcklige, rysk tsar 1547-1584.[2]
- 10 juli – Vilhelm I, prins av Oranien, ståthållare i Nederländerna 1572-1584.
- 10 juli – Elisabeth av Regenstein-Blankenburg, tysk abbedissa.
- 3 november – Carlo Borromeo, italiensk kardinal och ärkebiskop av Milano, helgon (1610).

### Fotnoter
1. ↑  Adoption of the Gregorian calendar
2. ↑  Det hände i dag